# Ri Yong-sam
Ri Yong-sam (리영삼?, Yeong-samLR, Ri Yŏng-samMR; 22 agosto 1972) è un lottatore nordcoreano, specializzato nella lotta libera. Ha rappresentato la Corea del Nord ai Giochi olimpici estivi di Atlanta 1996 e Sydney 2000, vincendo una medaglia di bronzo.

## Palmarès
- Giochi olimpici

Atlanta 1996: bronzo nei pesi gallo;
- Giochi asiatici

Bangkok 1998: oro nei -58 kg;
- Campionati asiatici

Teheran 1992: oro nei -57 kg;
Ulan Bator 1993: bronzo nei -57 kg;
Xiaoshan 1996: oro nei -57 kg;
Tashkent 1999: oro nei -58 kg;
Guilin 2000: oro nei -58 kg;
Ulan Bator 1993:
- Giochi mondiali militari

Roma 1995: oro nei -57 kg;
Zagabria 1999: argento nei -58 kg;